# Liste der Kulturdenkmale in Poppenbüll
In der Liste der Kulturdenkmale in Poppenbüll sind alle Kulturdenkmale der schleswig-holsteinischen Gemeinde Poppenbüll (Kreis Nordfriesland) und ihrer Ortsteile aufgelistet (Stand: 10. März 2025).

## Legende
In den Spalten befinden sich folgende Informationen:
- Objekt-ID: die Nummer des Kulturdenkmales
- Lage: die Adresse des Kulturdenkmales und die geographischen Koordinaten. Kartenansicht, um Koordinaten zu setzen. In der Kartenansicht sind Kulturdenkmale ohne Koordinaten mit einem roten Marker dargestellt und können in der Karte gesetzt werden. Kulturdenkmale ohne Bild sind mit einem blauen Marker gekennzeichnet, Kulturdenkmale mit Bild mit einem grünen Marker.
- Offizielle Bezeichnung: Bezeichnung des Kulturdenkmales
- Beschreibung: die Beschreibung des Kulturdenkmales
- Bild: ein Bild des Kulturdenkmales

## Sachgesamtheiten
| Objekt-ID      | Lage                                     | Offizielle Bezeichnung | Beschreibung | Bild                             |
| -------------- | ---------------------------------------- | ---------------------- | --- | -------------------------------- |
| 40642 Wikidata | Dorfstraße (54° 21′ 38″ N, 8° 45′ 37″ O) | Kirche St. Johannis    | Aktualisierung vorgesehen - Begründung: geschichtlich, künstlerisch, städtebaulich, Kulturlandschaft prägend - Schutzumfang: Kirche St. Johannis mit Ausstattung, Kirchhof, Grabmale bis 1870, Kirchhofspforte | weitere Fotos \| Fotos hochladen |

## Bauliche Anlagen
| Objekt-ID      | Lage                                                  | Offizielle Bezeichnung              | Beschreibung | Bild                             |
| -------------- | ----------------------------------------------------- | ----------------------------------- | --- | -------------------------------- |
| 2369 Wikidata  | Dorfstraße (54° 21′ 38″ N, 8° 45′ 37″ O)              | Kirche St. Johannis mit Ausstattung | Alteintragung (Aktualisierung vorgesehen) - Begründung: geschichtlich, künstlerisch, städtebaulich - Schutzumfang: gesamtes Objekt - Denkmaltyp: Bauliche Anlage, Sachgesamtheit: Kirche St. Johannis | weitere Fotos \| Fotos hochladen |
| 2014 Wikidata  | Dorfstraße 5 (54° 21′ 37″ N, 8° 45′ 39″ O)            | Pastoratshaubarg                    | Alteintragung (Aktualisierung vorgesehen) - Begründung: Alteintragung (Aktualisierung vorgesehen) - Schutzumfang: Alteintragung (Aktualisierung vorgesehen) - Denkmaltyp: Bauliche Anlage | BW                               |
| 2371 Wikidata  | Halsingweg 3 (54° 21′ 49″ N, 8° 45′ 4″ O)             | Haubarg Schweinsgaard               | Haubarg Schweinsgaard; 18./19. Jh.; zwei zusammengebaute Haubarge: der kleinere mit Vierkant sowie Rokokodetails aus dem 18. Jh. (heute Wohnhaus), daran angesetzt der größere mit Sechskant von 1851 (Wirtschaftsteil), beide außen in Backstein und ursprünglich reetgedeckt, zugehörig die umgebende Warft mit Wassergraben auf der Süd- und Westseite - Begründung: geschichtlich, wissenschaftlich, Kulturlandschaft prägend - Schutzumfang: Haubarg Schweinsgaard, Warft, Wassergraben - Denkmaltyp: Bauliche Anlage | BW                               |
| 42451          | Möhlendiek 8 (54° 22′ 18″ N, 8° 45′ 34″ O)            | Wohn- und Wirtschaftsgebäude        | Wohn- und Wirtschaftsgebäude; 1843 u. 1909; langgestreckter, eingeschossiger Backsteinbau unter reetgedecktem Schopfwalmdach mit mittigem Zwerchhaus, nördlich angeschlossene Drempelscheune aus Backstein unter Satteldach - Begründung: geschichtlich, Kulturlandschaft prägend - Schutzumfang: gesamtes Objekt - Denkmaltyp: Bauliche Anlage | BW                               |
| 8149 Wikidata  | Osterdeich 7 (54° 20′ 59″ N, 8° 46′ 57″ O)            | Haubarg Iversbüllhof                | Haubarg, Hof „Iversbüll“, im Kern 17. Jh., Maueranker „1819“. Vierkant mit vier Eichenständern - Begründung: geschichtlich, wissenschaftlich, künstlerisch, Kulturlandschaft prägend - Schutzumfang: gesamtes Objekt - Denkmaltyp: Bauliche Anlage | BW                               |
| 2370 Wikidata  | St.-Johanniskoog-Ring 1 (54° 21′ 26″ N, 8° 44′ 20″ O) | Haubarg Holmhof                     | Alteintragung (Aktualisierung vorgesehen) - Begründung: Alteintragung (Aktualisierung vorgesehen) - Schutzumfang: Alteintragung (Aktualisierung vorgesehen) - Denkmaltyp: Bauliche Anlage | BW                               |
| 9705 Wikidata  | St.-Johanniskoog-Ring 1 (54° 21′ 26″ N, 8° 44′ 19″ O) | 7 Grabplatten im Hof                | Alteintragung (Aktualisierung vorgesehen) - Begründung: Alteintragung (Aktualisierung vorgesehen) - Schutzumfang: Alteintragung (Aktualisierung vorgesehen) - Denkmaltyp: Bauliche Anlage | BW                               |
| 2374           | St.-Johanniskoog-Ring 5 (54° 20′ 59″ N, 8° 44′ 54″ O) | Uthländisches Haus                  | Uthländisches Haus; 1. H./Mitte 19. Jh.; eingeschossiger, verputzter Backsteinbau mit Mauerankern, traufständig unter reetgedecktem Walmdach, Spitzgiebel mit Heuluke über dem Hauseingang, nördliche Stalltür - Begründung: geschichtlich, Kulturlandschaft prägend - Schutzumfang: Uthländisches Haus, Hausbäume - Denkmaltyp: Bauliche Anlage | BW                               |
| 12409 Wikidata | St.-Johanniskoog-Ring 8 (54° 21′ 14″ N, 8° 44′ 35″ O) | Wohnhaus mit Ausstattung            | Alteintragung (Aktualisierung vorgesehen) - Begründung: geschichtlich, wissenschaftlich, künstlerisch - Schutzumfang: Alteintragung (Aktualisierung vorgesehen) - Denkmaltyp: Bauliche Anlage | BW                               |

## Gründenkmale
| Objekt-ID      | Lage                                     | Offizielle Bezeichnung | Beschreibung | Bild |
| -------------- | ---------------------------------------- | ---------------------- | --- | ---- |
| 19556 Wikidata | Dorfstraße (54° 21′ 39″ N, 8° 45′ 36″ O) | Kirchhof               | Alteintragung (Aktualisierung vorgesehen) - Begründung: geschichtlich, Kulturlandschaft prägend - Schutzumfang: Kirchhof, Grabmale bis 1870, Kirchhofspforte - Denkmaltyp: Gründenkmal, Sachgesamtheit: Kirche St. Johannis | BW   |

## Quelle
- Liste der Kulturdenkmale in Schleswig-Holstein – Kreis Nordfriesland (PDF)

- Karte mit allen Koordinaten:
- OSM |
- WikiMap